# Olivier Bausset
Olivier Bausset (Avignone, 1º febbraio 1982) è un velista francese.

## Palmarès
- Giochi olimpici

Pechino 2008: bronzo nel 470.